# Jefim Adrianowitsch Babuschkin
Jefim Adrianowitsch Babuschkin (russisch Ефим Адрианович Бабушкин; * 26. Dezember 1880 in Nischnjaja Toima, Gouvernement Wjatka; † 31. Juli 1927 in Jessentuki) war ein russischer Revolutionär und Politiker.

## Leben

### Beginn der politischen Aktivität
Babuschkin wurde in die Familie eines Arbeiters geboren. 1899 beendete er seine Schulausbildung in Glasow und arbeitete anschließend bei den Maschinenwerken in Ischewsk und in den Eisenbahnwerkstätten von Perm. Dort wurde er von P. A. Zalomow in einen sozialdemokratischen Zirkel eingeführt. Ab 1902 war er Mitglied der Sozialdemokratischen Arbeiterpartei Russlands (SDAPR). Aufgrund seiner politischen Aktivitäten war er Repressalien ausgesetzt und wurde im selben Jahr noch nach Baku in die Verbannung geschickt. Hier führte er jedoch seine revolutionäre Agitation unter den Hafenarbeitern fort.

### Emigration und Verbannung im Fernen Osten
1904 ging Babuschkin auf Beschluss des Transkaukasischen Komitees der SDAPR in die Emigration. 1904/1905 war er Mitglied und zugleich Sekretär des Klubs der Bolschewiki in Paris, dort traf er im November 1904 auch auf Lenin. Im Exil beschäftigte er sich intensiv mit revolutionären Schriften.
Ab November 1904 führte ihn die Parteiarbeit in verschiedene russische Städte: Sankt Petersburg, Nischni Nowgorod, Kanawino, Makarjew und Moskau.
Im Januar 1910 wurde er erneut in die Verbannung geschickt, diesmal nach Ust-Kut (Gouvernement Irkutsk). Er fuhr jedoch illegal nach Irkutsk, wo er zusammen mit Postyschew die revolutionäre Arbeit fortsetzte, bis das Komitee von den zaristischen Behörden zerschlagen und ihre Mitglieder gefangen genommen wurden.
Ab Februar 1917 befand er sich in Wladiwostok, anschließend wieder in Ischewsk, um die Parteiarbeit fortzuführen. Babuschkin war Delegierter der Ischewsk-Parteiorganisation auf dem VI. Parteitag der SDAPR(B) im Juli/August 1917.

### In Kokand
Im August 1917 ging er auf Weisung der Partei nach Taschkent, um nach kurzem Aufenthalt nach Kokand weiterzureisen, wo er Organisator und Leiter der bolschewistischen Parteiorganisation wurde (Oktober 1917). Im Januar 1918 wurde er Vorsitzender des Kokander Sowjets und beteiligte sich aktiv am Kampf gegen die sogenannten islamischen Autonomisten.
In der Nacht vom 29. auf den 30. Januar drangen Anhänger der Autonomisten in das Gebäude des Kokander Sowjets ein, in der sich auch die Wohnung Babuschkins befand. Er konnte sich jedoch verschanzen und später fliehen. Die Autonomisten versuchten vergeblich Babuschkin in der Stadt gefangen zu nehmen. Zwischen dem 31. Januar und dem 9. Februar 1918 kam es zu schweren Straßenkämpfen in Kokand, aus denen Babuschkin und seine Anhänger siegreich hervorgingen.
Im April 1918 war er Delegierter auf dem V. Sowjetkongress Turkestans und ab Juni desselben Jahres Vorsitzender der Kommunistischen Partei in Kokand sowie deren Delegierter auf dem I. Parteitag der Kommunistischen Partei Turkestans.
Im September 1918 wurde er zum Konsul der Turkestanischen ASSR im Iran ernannt. Dort wurde er 1919 von der britischen Militärmission verhaftet und nach Indien, später nach London in ein Gefängnis verbracht.

### Letzte Jahre
Nach seiner Entlassung wurde er auf dem Weg nach Russland durch finnische Weißgardisten gefangen genommen, und erst 1921 wieder frei gelassen. Anschließend leitete er die Abteilung der Staatlichen Bank in Saratow.